# Seamus Heaney
Seamus Justin Heaney (Castledawson, 13. travnja 1939. – Dublin, 30. kolovoza 2013.), irski književnik.
Dobitnik je Nobelove nagrade za književnost 1995. godine.